# Governo da Companhia Britânica das Índias Orientais na Índia
O Governo da Companhia Britânica das Índias Orientais na Índia ou Mandato da Companhia (por vezes chamado Company Raj ou Raj da Companhia,  do em hindi:  rāj) era o governo da Companhia Britânica das Índias Orientais no subcontinente indiano. Acredita-se que isso tenha começado em 1757, após a Batalha de Plassey, quando o Nawab de Bengala Siraj ud-Daulah foi derrotado e substituído por Mir Jafar, que teve o apoio da Companhia das Índias Orientais;  ou em 1765, quando foi concedido à Companhia o diwani, ou o direito de cobrar receitas, em Bengala e Bihar;  ou em 1773, quando a Companhia aboliu o governo local (Nizamat) em Bengala e estabeleceu uma capital em Calcutá, nomeou seu primeiro Governador-Geral, Warren Hastings, e envolveu-se diretamente na governança.  A Companhia governou até 1858, quando, após a Rebelião Indiana de 1857 e a Lei do Governo da Índia de 1858, o Escritório da Índia do governo britânico assumiu a tarefa de administrar diretamente a Índia no novo Raj Britânico.

## Expansão e território
A Companhia Inglesa das Índias Orientais ("a Companhia") foi fundada em 1600, como The Company of Merchants of London Trading into the East Indies. Ganhou uma posição segura na Índia com o estabelecimento de uma fábrica em Masulipatnam, na costa oriental da Índia, em 1611, e a concessão dos direitos para estabelecer uma fábrica em Surat, em 1612, pelo imperador mogol Jahangir. Em 1640, depois de receber permissão semelhante do governante Vijayanagara, mais ao sul, uma segunda fábrica foi estabelecida em Madras, na costa sudeste. A ilha de Bombaim, não muito longe de Surat, antigo posto avançado português doado à Inglaterra como dote no casamento de Catarina de Bragança com Carlos II, foi arrendada pela Companhia em 1668. Após a Guerra Anglo-Mogol, a Companhia foi autorizada pelo Imperador Aurangzeb a estabelecer presença também na costa oriental; bem naquela costa, no Delta do Ganges, foi instalada uma fábrica em Calcutá. Dado que, durante este período, outras companhias - estabelecidas pelos portugueses, holandeses, franceses e dinamarqueses - estavam a expandir-se de forma semelhante na região, o início nada notável da Companhia Inglesa na costa da Índia não oferecia pistas sobre o que se tornaria uma presença duradoura no subcontinente indiano.
A vitória da companhia sob Robert Clive na Batalha de Plassey em 1757 e outra vitória na Batalha de Buxar (em Bihar) em 1764 consolidaram o poder da companhia e forçaram o imperador Xá Alam II a nomeá-la diwan, ou coletor de receitas, de Bengala, Bihar, e Orissa. A Companhia tornou-se assim o governante de facto de grandes áreas da planície inferior do Ganges em 1773. Também procedeu gradativamente à expansão de seus domínios em torno de Bombaim e Madras. As Guerras Anglo-Mysore (1766–1799) e as Guerras Anglo-Maratha (1772–1818) deixaram-na no controle de grandes áreas da Índia ao sul do rio Sutlej. Com a derrota dos Maratas, nenhuma potência nativa representava mais uma ameaça para a Companhia. 
A expansão do poder da companhia assumiu principalmente duas formas. A primeira delas foi a anexação total dos estados indianos e a subsequente governação directa das regiões subjacentes, que coletivamente passaram a compreender a Índia Britânica. As regiões anexadas incluíam as províncias do Noroeste (compreendendo Rohilkhand, Gorakhpur e Doab) (1801), Delhi (1803), Assam (Reino de Ahom 1828) e Sindh (1843). Punjab, Província da Fronteira Noroeste, e Caxemira, foram anexadas após as Guerras Anglo-Sikh em 1849-1856 (Período de mandato do Marquês de Dalhousie Governador-Geral); no entanto, a Caxemira foi imediatamente vendida sob o Tratado de Amritsar (1850) à dinastia Dogra de Jammu, e assim tornou-se um estado principesco. Em 1854, Berar foi anexado e o estado de Oudh dois anos depois. 
A segunda forma de afirmação do poder envolvia tratados nos quais os governantes indianos reconheciam a hegemonia da companhia em troca de uma autonomia interna limitada. Como a Companhia operava sob restrições financeiras, teve de estabelecer bases políticas para o seu governo.  O apoio mais importante veio das alianças subsidiárias com príncipes indianos durante os primeiros 75 anos de governo da Companhia.  No início do século XIX, os territórios destes príncipes representavam dois terços da Índia.  Quando um governante indiano, capaz de proteger o seu território, quis entrar numa tal aliança, a Companhia acolheu-a como um método econômico de governo indirecto, que não envolvia os custos económicos da administração directa ou os custos políticos de obter o apoio. de assuntos estranhos. 
- Índia em 1765 e 1805 mostrando os Territórios da Companhia das Índias Orientais em rosa.
- Índia em 1837 e 1857, mostrando em rosa os territórios governados pela Companhia das Índias Orientais.

Em troca, a Companhia empreendeu a “defesa desses aliados subordinados e os tratou com o tradicional respeito e marcas de honra”.  Alianças subsidiárias criaram os estados principescos, dos marajás hindus e dos nababos muçulmanos. Proeminentes entre os estados principescos foram: Cochin (1791), Jaipur (1794), Travancor (1795), Hiderabade (1798), Maiçor (1799), Estados Cis-Sutlej (1815), Agência Central da Índia (1819), Cutch e Territórios de Gujarat Gaikwad (1819), Rajputana (1818) e Bahawalpur (1833).

## Governadores-Gerais

Moedas emitidas pela Companhia das Índias Orientais de 1787 a 1840.
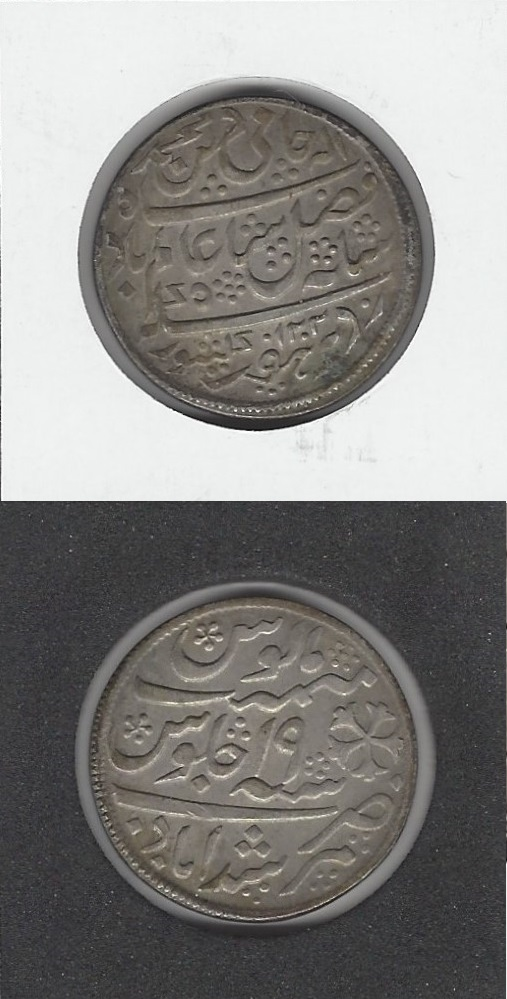
Rúpia de Meia Prata de 1787, Presidência de Bengala, Murshidabad Mint, emitida em nome de Xá Alam II, Imperador Mogol
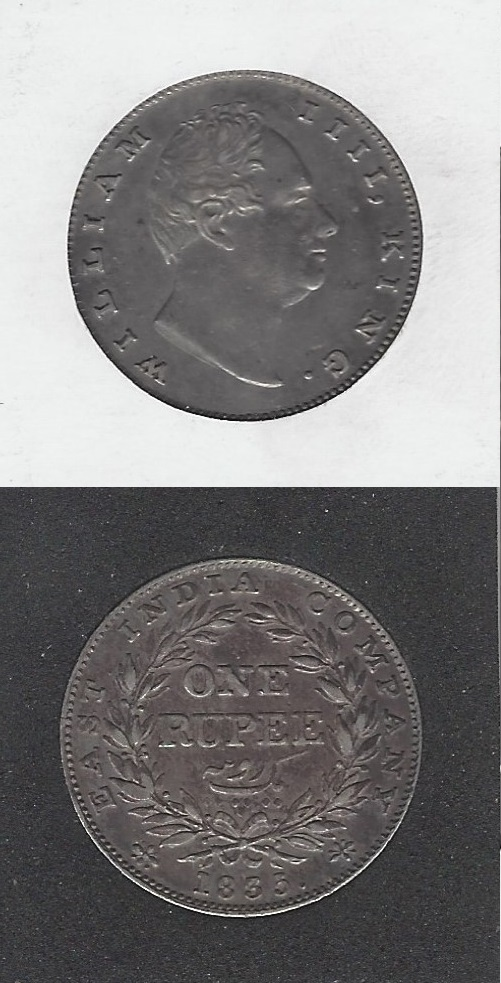
Rúpia de Prata de 1835, Guilherme IV, Rei
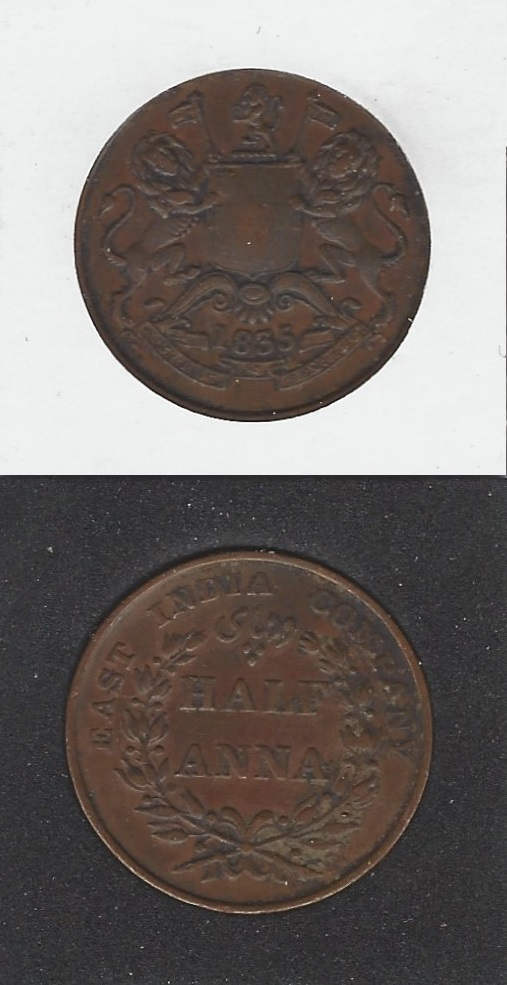
Half-Anna de Cobre de 1835, William IV, Rei
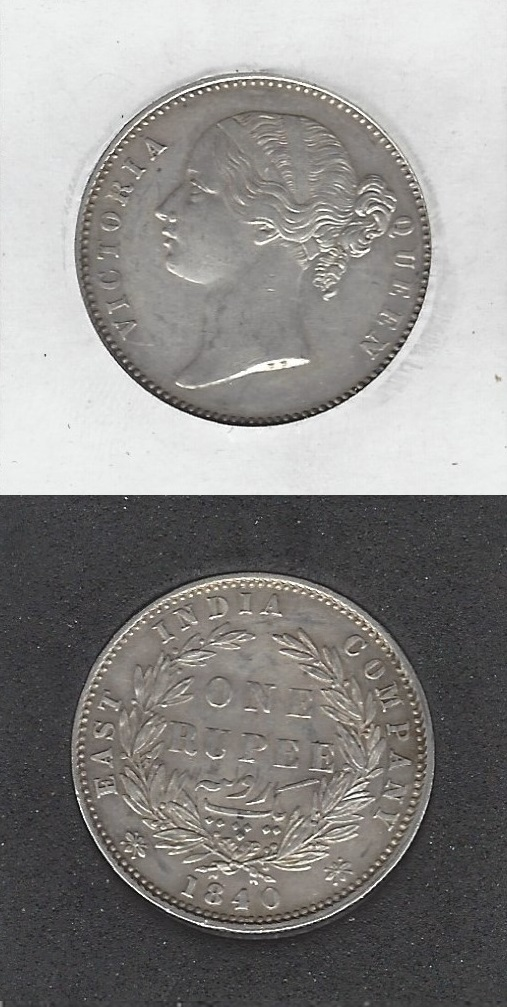
Rúpia de Prata de 1840, Vitória, Rainha

## Regulamento do Mandato da Companhia
Até a vitória de Clive em Plassey, os territórios da Companhia das Índias Orientais na Índia, que consistiam em grande parte nas cidades presidenciais de Calcutá, Madras e Bombaim, eram governados por conselhos municipais em sua maioria autônomos - e esporadicamente incontroláveis -, todos compostos por comerciantes.  Os conselhos mal tinham poderes suficientes para a gestão eficaz dos seus assuntos locais, e a consequente falta de supervisão das operações globais da companhia na Índia levou a alguns graves abusos por parte dos dirigentes da companhia ou dos seus aliados.  A vitória de Clive e a concessão do diwani da rica região de Bengala colocaram a Índia sob os holofotes do público na Grã-Bretanha.  As práticas de gestão de dinheiro da companhia passaram a ser questionadas, especialmente porque começou a registar perdas líquidas, mesmo quando alguns funcionários da companhia, os "Nabobs", regressaram à Grã-Bretanha com grandes fortunas, que - de acordo com os rumores então correntes - foram adquiridas sem escrúpulos.  Em 1772, a Companhia precisava de empréstimos do governo britânico para se manter à tona, e havia medo em Londres de que as práticas corruptas da companhia pudessem em breve infiltrar-se nos negócios e na vida pública britânica.  Também passaram a ser examinados os direitos e deveres do governo britânico em relação aos novos territórios da companhia.  O parlamento britânico realizou então vários inquéritos e em 1773, durante o governo de Frederick North, promulgou a Lei Reguladora, que estabelecia regulamentos, cujo longo título afirmava, "para a melhor gestão dos assuntos da Companhia das Índias Orientais, também na Índia como na Europa". 
Embora o próprio Frederick North quisesse que os territórios da companhia fossem assumidos pelo Estado britânico,  ele enfrentou oposição política determinada de muitos quadrantes, incluindo alguns na cidade de Londres e no Parlamento da Grã-Bretanha.  O resultado foi um compromisso em que a Lei Reguladora – embora implicando a soberania final da Coroa Britânica sobre estes novos territórios – afirmava que a companhia poderia actuar como um poder soberano em nome da Coroa.  Poderia fazê-lo ao mesmo tempo que estava sujeito à supervisão e regulamentação do governo e do parlamento britânicos.  O Tribunal de Administração da companhia foi obrigado, de acordo com a lei, a submeter todas as comunicações relativas a questões civis, militares e fiscais na Índia para exame minucioso do governo britânico.  Para a governança dos territórios indianos, o ato afirmava a supremacia da Presidência de Fort William (Bengala) sobre as de Fort St. George (Madras) e Bombaim.  Também nomeou um Governador-Geral (Warren Hastings) e quatro conselheiros para administrar a Presidência de Bengala (e para supervisionar as operações da companhia na Índia).  “As Presidências subordinadas foram proibidas de travar guerra ou fazer tratados sem o prévio consentimento do Governador-Geral de Bengala no Conselho, , exceto em caso de necessidade iminente. do Governador-Geral em Conselho, e transmitir-lhe informações sobre todos os assuntos importantes."  No entanto, a redação imprecisa da Lei deixou-a aberta a diversas interpretações; consequentemente, a administração na Índia continuou a ser prejudicada pela desunião entre os governadores provinciais, entre os membros do conselho e entre o próprio Governador-Geral e o seu Conselho.  A Lei Reguladora também tentou abordar a corrupção predominante na Índia: os funcionários das companhias  foram doravante proibidos de se envolverem no comércio privado na Índia ou de receberem "presentes" de cidadãos indianos. 
Em 1783, a coalizão Fox-North tentou reformar novamente a política colonial com um projeto de lei apresentado por Edmund Burke que teria transferido o poder político sobre a Índia da Companhia das Índias Orientais para uma comissão parlamentar. O projeto foi aprovado na Câmara dos Comuns com o apoio entusiástico do secretário de Relações Exteriores, Charles James Fox, mas foi vetado pela Câmara dos Lordes sob pressão do rei Jorge III, que então demitiu o governo e formou um novo ministério sob o comando do rival de Fox, William Pitt, o Novo. A Lei da Índia de Pitt deixou a Companhia das Índias Orientais no controle político da Índia, mas estabeleceu um Conselho de Controle na Inglaterra para supervisionar os assuntos da Companhia das Índias Orientais e para evitar que os acionistas da companhia interferissem na governança da Índia.   O Conselho de Controle era composto por seis membros, que incluíam um Secretário de Estado do gabinete britânico, bem como o Chanceler do Tesouro.  Por esta altura, houve também um amplo debate no Parlamento Britânico sobre a questão dos direitos fundiários em Bengala, com um consenso a desenvolver-se em apoio à visão defendida por Philip Francis, membro do conselho de Bengala e adversário político de Warren Hastings, que todas as terras em Bengala deveriam ser consideradas "propriedade e herança de proprietários e famílias nativas". 
Ciente dos relatos de abuso e corrupção em Bengala por parte de funcionários da Companhia, a própria Lei da Índia notou inúmeras queixas de que "'  diversos Rajahs, Zemindars, Polygars, Talookdars e proprietários de terras' foram injustamente privados de 'suas terras, jurisdições, direitos e direitos'. privilégios '".  Ao mesmo tempo, os directores da companhia  inclinavam-se agora para a opinião de Francisco de que o imposto sobre a terra em Bengala deveria tornar-se fixo e permanente, preparando o terreno para o Acordo Permanente (ver secção Arrecadação de receitas abaixo).  A Lei da Índia também criou em cada uma das três presidências uma série de cargos administrativos e militares, que incluíam: um Governador e três Conselheiros, um dos quais era o Comandante-em-Chefe do exército da Presidência.  Embora os poderes de supervisão do Governador-Geral em Conselho em Bengala (sobre Madras e Bombaim) tenham sido alargados - como aconteceu novamente na Lei da Carta de 1793 - as presidências subordinadas continuaram a exercer alguma autonomia até à extensão das possessões britânicas. para se tornarem contíguos e o advento de comunicações mais rápidas no próximo século. 
Ainda assim, o novo Governador-Geral nomeado em 1786, Lord Cornwallis, não só tinha mais poder que Hastings, mas também contava com o apoio de um poderoso ministro do gabinete britânico, Henry Dundas, que, como Secretário de Estado do Ministério do Interior, estava em responsável pela política geral da Índia.  A partir de 1784, o governo britânico deu a palavra final sobre todas as nomeações importantes na Índia; a adequação de um candidato para um cargo de chefia era muitas vezes decidida pela força das suas ligações políticas e não pela sua capacidade administrativa.  Embora esta prática tenha resultado na escolha de muitos nomeados para governador-geral entre a nobreza rural conservadora da Grã-Bretanha, também houve alguns liberais, como Lord William Bentinck e Lord Dalhousie. 
A opinião política britânica também foi moldada pela tentativa de impeachment de Warren Hastings; o julgamento, cujos procedimentos começaram em 1788, terminou com a absolvição de Hastings, em 1795.  Embora o esforço tenha sido coordenado principalmente por Edmund Burke, também atraiu o apoio do governo britânico.  Burke acusou Hastings não apenas de corrupção, mas – apelando para padrões universais de justiça – também de agir exclusivamente de acordo com seu próprio critério, sem se preocupar com a lei, e de causar sofrimento intencionalmente a outras pessoas na Índia. Os defensores de Hastings responderam que suas ações eram consistentes com os costumes e tradições indianas.  Embora os discursos de Burke no julgamento tenham atraído aplausos e focado a atenção na Índia, Hastings acabou sendo absolvido, em parte devido ao renascimento do nacionalismo na Grã-Bretanha após a Revolução Francesa. No entanto, o esforço de Burke teve o efeito de criar um sentido de responsabilidade na vida pública britânica pelo domínio da companhia na Índia. 
Logo surgiram rumores entre os mercadores de Londres de que o monopólio concedido à Companhia das Índias Orientais em 1600, destinado a facilitar a sua concorrência contra os holandeses e franceses numa região distante, já não era necessário.  Em resposta, no Charter Act de 1813, o Parlamento Britânico renovou o estatuto da companhia, mas pôs fim ao seu monopólio, exceto no que diz respeito ao chá e ao comércio com a China, abrindo a Índia tanto ao investimento privado como aos missionários.  Com o aumento do poder britânico na Índia, a supervisão dos assuntos indianos pela Coroa e pelo Parlamento também aumentou. Na década de 1820, os cidadãos britânicos podiam realizar negócios ou envolver-se em trabalho missionário sob a proteção da Coroa nas três presidências.  Finalmente, nos termos da Lei de Santa Helena de 1833, o Parlamento Britânico revogou o monopólio da companhia no comércio com a China e tornou-a um agente da administração da Índia britânica.  O Governador-Geral de Bengala foi redesignado como Governador-Geral da Índia. O governador-geral e o seu conselho executivo receberam poderes legislativos exclusivos para toda a Índia britânica.  Uma vez que os territórios britânicos no norte da Índia se estendiam agora até Deli, a Lei também sancionou a criação de uma Presidência de Agra.  Com a anexação de Oudh em 1856, este território foi ampliado e eventualmente tornou-se as Províncias Unidas de Agra e Oudh.  Além disso, em 1854, um vice-governador foi nomeado para a região de Bengala, Bihar e Odisha, cabendo ao Governador-Geral concentrar-se na governação da Índia como um todo. 
- Uma vista de Calcutá de Fort William, 1807.
- Casa do Governo, Forte St. George, Madras, sede da Presidência de Madras.
- Warren Hastings, o primeiro governador-geral de Fort William (Bengala) que supervisionou os territórios da Companhia na Índia.
- O julgamento de Warren Hastings no Tribunal de Westminster Hall, 1789.

## Arrecadação de receitas
No remanescente do sistema de receitas do Império Mogol existente na Bengala pré-1765, os zamindars, ou "proprietários de terras", arrecadavam receitas em nome do imperador Mughal, cujo representante, ou diwan, supervisionava suas atividades.  Neste sistema, o conjunto de direitos associados à terra não era detido por um "proprietário da terra", mas sim partilhado pelas diversas partes com participação na terra, incluindo o camponês agricultor, o zamindar e o Estado.  O zamindar servia de intermediário que conseguia o aluguel do agricultor e, após reter uma porcentagem para suas próprias despesas, disponibilizava o restante, como receita ao Estado.  No sistema mogol, a própria terra pertencia ao estado e não ao zamindar, que podia transferir apenas o seu direito de cobrar rendas.  Ao receber o diwani ou soberania de Bengala após a Batalha de Buxar em 1764, a Companhia das Índias Orientais viu-se com falta de administradores treinados, especialmente aqueles familiarizados com os costumes e a lei local; a arrecadação de impostos foi, conseqüentemente, terceirizada. Esta incursão incerta na tributação da terra por parte da companhia pode ter agravado gravemente o impacto de uma fome que atingiu Bengala em 1769-70, na qual entre sete e dez milhões de pessoas - ou entre um quarto e um terço da população da presidência - podem ter morrido .  No entanto, a companhia proporcionou pouco alívio, quer através da redução de impostos ou de esforços de ajuda,  e o impacto econômico e cultural da fome foi sentido décadas depois, tornando-se mesmo, um século depois, o tema do romance Anandamath de Bankim Chandra Chatterjee. 
Em 1772, sob Warren Hastings, a Companhia das Índias Orientais assumiu a arrecadação de receitas diretamente na Presidência de Bengala (então Bengala e Bihar), estabelecendo um Conselho de Receitas com escritórios em Calcutá e Patna, e transferindo os registros de receitas mogóis preexistentes de Murshidabad. para Calcutá.  Em 1773, depois que Oudh cedeu o estado tributário de Benaras, o sistema de arrecadação de receitas foi estendido ao território com um Residente da Companhia no comando.  No ano seguinte - com vista a prevenir a corrupção - os cobradores distritais da companhia, que eram então responsáveis pela arrecadação de receitas de um distrito inteiro, foram substituídos por conselhos provinciais em Patna, Murshidabad e Calcutá, e por cobradores indianos trabalhando dentro de cada distrito.  O título, "cobrador", refletia "a centralidade da arrecadação de receitas fundiárias para o governo na Índia: era a função principal do governo e moldava as instituições e os padrões de administração". 
A Companhia herdou um sistema de arrecadação de receitas dos Mongóis, no qual a maior proporção da carga tributária recaía sobre os agricultores, com um terço da produção reservado para direitos imperiais; este sistema pré-colonial tornou-se a base da política de receitas da companhia.  Contudo, houve uma grande variação em toda a Índia nos métodos pelos quais as receitas foram cobradas; com esta complicação em mente, um Comitê de Circuito percorreu os distritos da Presidência ampliada de Bengala, a fim de fazer um acordo de cinco anos, consistindo em inspeções quinquenais e cobrança de impostos temporários.  Na sua abordagem global à política de receitas, os responsáveis da companhia foram guiados por dois objectivos: primeiro, preservar tanto quanto possível o equilíbrio de direitos e obrigações que eram tradicionalmente reivindicados pelos agricultores que cultivavam a terra e pelos vários intermediários que cobravam impostos sobre os rendimentos do Estado. nome e que reservou uma parte para si; e em segundo lugar, identificar os sectores da economia rural que maximizariam tanto as receitas como a segurança.  Embora o seu primeiro acordo de receitas tenha sido essencialmente o mesmo que o mais informal e preexistente Mughal, a companhia criou uma base para o crescimento da informação e da burocracia. 
Em 1793, o novo Governador-Geral, Lord Cornwallis, promulgou a liquidação permanente das receitas da terra na presidência, a primeira regulamentação socioeconómica na Índia colonial.  Pelos termos do acordo, rajas e taluqdars foram reconhecidos como zamindars e foram solicitados a cobrar o aluguel dos camponeses e pagar receitas à companhia. Foi denominado permanente porque fixava o imposto fundiário perpetuamente em troca dos direitos de propriedade fundiária dos zamindars; simultaneamente definiu a natureza da propriedade da terra na presidência e concedeu aos indivíduos e às famílias direitos de propriedade separados sobre as terras ocupadas. Como a receita foi fixada para sempre, foi fixada em um nível elevado, que em Bengala totalizou £ 3 milhões a preços de 1789-90. De acordo com o Acordo Permanente, se os zamindars não pagassem a receita dentro do prazo, o direito dos zamindari seria retirado deles.  De acordo com uma estimativa, isto era 20% superior à procura de receitas antes de 1757.  Ao longo do século seguinte, em parte como resultado de levantamentos fundiários, decisões judiciais e vendas de propriedades, a mudança ganhou dimensão prática.  Uma influência no desenvolvimento desta política de receitas foram as teorias económicas então correntes, que consideravam a agricultura como o motor do desenvolvimento económico e, consequentemente, sublinhavam a fixação das exigências de receitas, a fim de encorajar o crescimento.  A expectativa por trás do assentamento permanente era que o conhecimento de uma demanda governamental fixa encorajaria os zamindars a aumentar tanto o seu afloramento médio como a terra cultivada, uma vez que seriam capazes de reter os lucros do aumento da produção; além disso, previa-se que a própria terra se tornaria uma forma comercializável de propriedade que poderia ser comprada, vendida ou hipotecada.  Uma característica desta lógica económica era a expectativa adicional de que os zamindars, reconhecendo o seu próprio interesse, não fariam exigências irracionais ao campesinato. 
No entanto, estas expectativas não se concretizaram na prática e, em muitas regiões de Bengala, os camponeses suportaram o peso do aumento da procura, havendo pouca protecção dos seus direitos tradicionais na nova legislação.  O trabalho forçado dos camponeses pelos zamindars tornou-se mais prevalente à medida que as culturas comerciais eram cultivadas para satisfazer as exigências de receitas da companhia.  Embora o cultivo comercializado não fosse novidade na região, já tinha penetrado mais profundamente na sociedade aldeã e tornado-a mais vulnerável às forças do mercado.  Os próprios zamindars muitas vezes eram incapazes de atender às crescentes demandas que a companhia lhes impunha;  consequentemente, muitos entraram em incumprimento e, segundo uma estimativa, até um terço das suas terras foram leiloadas durante as primeiras duas décadas após o assentamento permanente. Os novos proprietários eram muitas vezes funcionários brâmanes e Kayastha da Companhia que tinham uma boa compreensão do novo sistema e, em muitos casos, alguns prosperaram com ele. 
Como os zamindars nunca foram capazes de realizar melhorias dispendiosas nas terras previstas no Acordo Permanente, algumas das quais exigiram a remoção dos agricultores existentes, rapidamente se tornaram rentistas que viviam da renda dos seus arrendatários.  Em muitas áreas, especialmente no norte de Bengala, tiveram de partilhar cada vez mais as receitas com titulares de posse intermédios, chamados jotedars, que supervisionavam a agricultura nas aldeias.  Consequentemente, ao contrário do movimento contemporâneo de cerco na Grã-Bretanha, a agricultura em Bengala continuou a ser a província da agricultura de subsistência de inúmeros pequenos arrozais. 
O sistema zamindari foi uma das duas principais liquidações de receitas realizadas pela companhia na Índia.  No sul da Índia, Thomas Munro, que mais tarde se tornaria governador de Madras, promoveu o sistema ryotwari ou sistema Munro, no qual o governo liquidava as receitas da terra diretamente com os camponeses, ou ryots .  Foi tentado pela primeira vez em pequena escala pelo Capitão Alexander Read nas áreas que foram retomadas das guerras com o Sultão Tipu. Posteriormente, desenvolvido por Thomas Munro, este sistema foi gradualmente estendido por todo o sul da Índia. Isto foi, em parte, consequência da turbulência das Guerras Anglo-Mysore, que impediram o surgimento de uma classe de grandes proprietários de terras; além disso, Munro e outros sentiram que o ryotwari estava mais próximo da prática tradicional da região e ideologicamente mais progressista, permitindo que os benefícios do governo da Companhia atingissem os níveis mais baixos da sociedade rural.  No cerne do sistema ryotwari estava uma teoria particular da renda econômica - e baseada na Lei da Renda de David Ricardo - promovida pelo utilitarista James Mill, que formulou a política de receitas indiana entre 1819 e 1830. "Ele acreditava que o governo era o senhor final do solo e não deveria renunciar ao seu direito ao 'aluguel', ou seja, ao lucro que sobra em um solo mais rico quando os salários e outras despesas de trabalho são liquidados."  Outra pedra angular do novo sistema de assentamentos temporários foi a classificação dos campos agrícolas de acordo com o tipo de solo e produção, com taxas médias de aluguel fixadas para o período do assentamento.  Segundo Mill, a tributação da renda da terra promoveria uma agricultura eficiente e, simultaneamente, impediria o surgimento de uma “classe parasita de proprietários de terras”.  Mill defendeu assentamentos ryotwari que consistiam na medição e avaliação governamental de cada parcela (válida por 20 ou 30 anos) e na tributação subsequente que dependia da fertilidade do solo.  O valor tributado era de nove décimos do "aluguel" no início do século 19 e caiu gradualmente depois.  No entanto, apesar do apelo dos princípios abstractos do sistema ryotwari, as hierarquias de classe nas aldeias do sul da Índia não tinham desaparecido completamente – por exemplo, os chefes das aldeias continuavam a dominar – e os agricultores camponeses por vezes enfrentavam exigências de receitas que não conseguiam satisfazer.  Na década de 1850, um escândalo eclodiu quando foi descoberto que alguns agentes fiscais indianos da companhia estavam usando tortura para atender às demandas de receitas da companhia. 
Os acordos de receitas de terras constituíram uma importante atividade administrativa dos vários governos na Índia sob o domínio da Companhia.  Em todas as áreas, com excepção da Presidência de Bengala, o trabalho de liquidação de terras envolveu um processo continuamente repetitivo de levantamento e medição de parcelas, avaliação da sua qualidade e registo de direitos fundiários, e constituiu uma grande proporção do trabalho dos funcionários da função pública indiana que trabalhavam para o governo.  Depois de a companhia ter perdido os seus direitos comerciais, tornou-se a fonte mais importante de receitas do governo, cerca de metade das receitas globais em meados do século XIX;  mesmo assim, entre os anos de 1814 e 1859, o governo da Índia contraiu dívidas em 33 anos.  Com o domínio alargado, mesmo durante anos sem défice, havia dinheiro apenas suficiente para pagar os salários de uma administração desgastada, de uma força policial esquelética e do exército. 

## Exército e serviço civil
Em 1772, quando Hastings se tornou o primeiro governador-geral, um dos seus primeiros empreendimentos foi a rápida expansão do exército da Presidência. Uma vez que os soldados disponíveis, ou cipaios, de Bengala - muitos dos quais lutaram contra os britânicos na Batalha de Plassey – eram agora suspeitos aos olhos britânicos, Hastings recrutou mais a oeste do "principal terreno fértil" da infantaria indiana no leste de Awadh e nas terras ao redor de Banaras, incluindo Bihar.  Os Rajputs e Brâmanes hindus rurais de casta alta desta região, conhecidos como Purbiyas (Hindi, lit. "orientais"), foram recrutados pelos exércitos do Império Mughal por duzentos anos;  a Companhia das Índias Orientais continuou esta prática durante os 75 anos seguintes, com estes soldados compreendendo até oitenta por cento do exército de Bengala. Os britânicos em Malabar também converteram o exército Thiyyar, chamado Thiyya pattalam em um regimento especial centrado em Thalassery chamado Regimento Thiyyar em 1904.     No entanto, para evitar qualquer atrito dentro das fileiras, a empresa também se esforçou para adaptar as suas práticas militares às suas exigências religiosas. Consequentemente, estes soldados jantavam em instalações separadas; além disso, o serviço no exterior, considerado poluente para sua casta, não era exigido deles, e o exército logo passou a reconhecer oficialmente os festivais hindus. "Este incentivo ao estatuto ritual de casta superior, no entanto, deixou o governo vulnerável a protestos, até mesmo a motins, sempre que os sipaios detectavam violação das suas prerrogativas." 
| Exércitos da Companhia das Índias Orientais após a reorganização de 1796 | Exércitos da Companhia das Índias Orientais após a reorganização de 1796 | Exércitos da Companhia das Índias Orientais após a reorganização de 1796 | Exércitos da Companhia das Índias Orientais após a reorganização de 1796 |
| Tropas britânicas                                                        | Tropas indianas                                                          | Tropas indianas                                                          | Tropas indianas                                                          |
| Tropas britânicas                                                        | Presidência de Bengala                                                   | Presidência de Madras                                                    | Presidência de Bombaim                                                   |
| ------------------------------------------------------------------------ | ------------------------------------------------------------------------ | ------------------------------------------------------------------------ | ------------------------------------------------------------------------ |
| 13,000                                                                   | 24,000                                                                   | 24,000                                                                   | 9,000                                                                    |
| Total de tropas britânicas: 13.000                                       | Total de tropas indianas: 57.000                                         | Total de tropas indianas: 57.000                                         | Total de tropas indianas: 57.000                                         |
| Total geral, tropas britânicas e indianas: 70.000                        |                                                                          |                                                                          |                                                                          |

O Exército de Bengala foi usado em campanhas militares em outras partes da Índia e no exterior: para fornecer apoio crucial a um fraco exército de Madras na Terceira Guerra Anglo-Mysore em 1791, e também em Java e Ceilão.  Em contraste com os soldados dos exércitos dos governantes indianos, os sipaios de Bengala não só recebiam salários elevados, mas também o recebiam de forma confiável, graças, em grande medida, ao acesso da companhia às vastas reservas de receitas fundiárias de Bengala.  Logo, apoiado pela nova tecnologia de mosquetes e pelo apoio naval, o exército de Bengala passou a ser amplamente respeitado.  Os sipaios bem disciplinados vestidos com casacas vermelhas e seus oficiais britânicos começaram a despertar "uma espécie de espanto em seus adversários. Em Maharashtra e em Java, os sipaios eram considerados a personificação de forças demoníacas, às vezes de antigos heróis guerreiros. Indianos os governantes adotaram jaquetas de sarja vermelha para suas próprias forças e retentores, como que para capturar suas qualidades mágicas." 
Em 1796, sob pressão do conselho de administração da companhia em Londres, as tropas indianas foram reorganizadas e reduzidas durante o mandato de John Shore como Governador-Geral.  No entanto, os últimos anos do século XVIII viram, com as campanhas de Wellesley, um novo aumento na força do exército. Assim, em 1806, na época do Motim de Vellore, a força combinada dos exércitos das três presidências era de 154.500, tornando-os um dos maiores exércitos permanentes do mundo. 
| Exércitos da Companhia das Índias Orientais na véspera do Motim de Vellore de 1806 | Exércitos da Companhia das Índias Orientais na véspera do Motim de Vellore de 1806 | Exércitos da Companhia das Índias Orientais na véspera do Motim de Vellore de 1806 | Exércitos da Companhia das Índias Orientais na véspera do Motim de Vellore de 1806 |
| Presidências                                                                       | Tropas britânicas                                                                  | Tropas indianas                                                                    | Total                                                                              |
| ---------------------------------------------------------------------------------- | ---------------------------------------------------------------------------------- | ---------------------------------------------------------------------------------- | ---------------------------------------------------------------------------------- |
| Bengala                                                                            | 7.000                                                                              | 57.000                                                                             | 64.000                                                                             |
| Madras                                                                             | 11.000                                                                             | 53.000                                                                             | 64.000                                                                             |
| Bombaim                                                                            | 6.500                                                                              | 20.000                                                                             | 26.500                                                                             |
| Total                                                                              | 24.500                                                                             | 130.000                                                                            | 154.500                                                                            |

À medida que a Companhia das Índias Orientais expandia os seus territórios, acrescentava "corpos locais" irregulares, que não eram tão bem treinados como o exército.  Em 1846, após a Segunda Guerra Anglo-Sikh, uma brigada de fronteira foi criada nos Estados Cis-Sutlej Hill principalmente para trabalho policial; além disso, em 1849, a "Força Irregular de Punjab" foi adicionada à fronteira.  Dois anos depois, esta força consistia em "3 baterias leves de campo, 5 regimentos de cavalaria e 5 de infantaria".  No ano seguinte, "uma companhia de guarnição foi adicionada, ... um sexto regimento de infantaria (formado a partir do Sind Camel Corps) em 1853, e uma bateria de montanha em 1856".  Da mesma forma, uma força local foi criada após a anexação de Nagpur em 1854, e a "Força Irregular de Oudh" foi adicionada após a anexação de Oudh em 1856.  Anteriormente, como resultado do tratado de 1800, o Nizã de Hyderabad começou a manter uma força contingente de 9.000 cavalos e 6.000 pés, comandada por oficiais da Companhia; em 1853, após a negociação de um novo tratado, esta força foi atribuída a Berar e deixou de fazer parte do exército do Nizã. 
| Exércitos da Companhia das Índias Orientais na véspera da rebelião indiana de 1857 | Exércitos da Companhia das Índias Orientais na véspera da rebelião indiana de 1857 | Exércitos da Companhia das Índias Orientais na véspera da rebelião indiana de 1857 | Exércitos da Companhia das Índias Orientais na véspera da rebelião indiana de 1857 | Exércitos da Companhia das Índias Orientais na véspera da rebelião indiana de 1857 | Exércitos da Companhia das Índias Orientais na véspera da rebelião indiana de 1857 | Exércitos da Companhia das Índias Orientais na véspera da rebelião indiana de 1857 | Exércitos da Companhia das Índias Orientais na véspera da rebelião indiana de 1857 | Exércitos da Companhia das Índias Orientais na véspera da rebelião indiana de 1857 | Exércitos da Companhia das Índias Orientais na véspera da rebelião indiana de 1857 |
| Presidências                                                                       | Tropas britânicas                                                                  | Tropas britânicas                                                                  | Tropas britânicas                                                                  | Tropas britânicas                                                                  | Tropas indianas                                                                    | Tropas indianas                                                                    | Tropas indianas                                                                    | Tropas indianas                                                                    | Tropas indianas                                                                    |
|                                                                                    | Cavalaria                                                                          | Artilharia                                                                         | Infantaria                                                                         | Total                                                                              | Cavalaria                                                                          | Artilharia                                                                         | Sapadores & Mineiros                                                               | Infantaria                                                                         | Total                                                                              |
| ---------------------------------------------------------------------------------- | ---------------------------------------------------------------------------------- | ---------------------------------------------------------------------------------- | ---------------------------------------------------------------------------------- | ---------------------------------------------------------------------------------- | ---------------------------------------------------------------------------------- | ---------------------------------------------------------------------------------- | ---------------------------------------------------------------------------------- | ---------------------------------------------------------------------------------- | ---------------------------------------------------------------------------------- |
| Bengala                                                                            | 1.366                                                                              | 3.063                                                                              | 17.003                                                                             | 21.432                                                                             | 19.288                                                                             | 4.734                                                                              | 1.497                                                                              | 112.052                                                                            | 137.571                                                                            |
| Madras                                                                             | 639                                                                                | 2.128                                                                              | 5.941                                                                              | 8.708                                                                              | 3.202                                                                              | 2.407                                                                              | 1.270                                                                              | 42.373                                                                             | 49.252                                                                             |
| Bombaim                                                                            | 681                                                                                | 1.578                                                                              | 7.101                                                                              | 9.360                                                                              | 8.433                                                                              | 1.997                                                                              | 637                                                                                | 33.861                                                                             | 44.928                                                                             |
| Forças locais e contingentes                                                       |                                                                                    |                                                                                    |                                                                                    |                                                                                    | 6.796                                                                              | 2.118                                                                              |                                                                                    | 23.640                                                                             | 32.554                                                                             |
| Não classificados                                                                  |                                                                                    |                                                                                    |                                                                                    |                                                                                    |                                                                                    |                                                                                    |                                                                                    |                                                                                    | 7.756                                                                              |
| Polícia Militar                                                                    |                                                                                    |                                                                                    |                                                                                    |                                                                                    |                                                                                    |                                                                                    |                                                                                    |                                                                                    | 38.977                                                                             |
| Total                                                                              | 2.686                                                                              | 6.769                                                                              | 30.045                                                                             | 39.500                                                                             | 37.719                                                                             | 11.256                                                                             | 3.404                                                                              | 211.926                                                                            | 311.038                                                                            |
| Total, tropas britânicas e indianas                                                | Total, tropas britânicas e indianas                                                | Total, tropas britânicas e indianas                                                | Total, tropas britânicas e indianas                                                | Total, tropas britânicas e indianas                                                | Total, tropas britânicas e indianas                                                | Total, tropas britânicas e indianas                                                | Total, tropas britânicas e indianas                                                | Total, tropas britânicas e indianas                                                | 350.538                                                                            |

Na rebelião indiana de 1857, quase todo o exército de Bengala, regular e irregular, revoltou-se.  Foi sugerido que após a anexação de Oudh pela Companhia das Índias Orientais em 1856, muitos sipaios ficaram preocupados tanto com a perda de seus privilégios, como pequena nobreza, nos tribunais de Oudh, quanto com a antecipação de qualquer aumento no pagamento da receita da terra que a anexação pode ser um augúrio.  Com as vitórias britânicas em guerras ou com a anexação, à medida que a extensão da jurisdição britânica se expandia, esperava-se que os soldados não só servissem em regiões menos familiares (como na Birmânia, nas Guerras Anglo-Birmanesas em 1856), mas também que sobrevivessem sem o “serviço estrangeiro”, remuneração que antes lhes era devida, e isso causou ressentimento nas fileiras.  Os exércitos de Bombaim e Madras, e o contingente de Hyderabad, entretanto, permaneceram leais. A Força Irregular do Punjab não só não se revoltou, como desempenhou um papel ativo na repressão do motim.  A rebelião levou a uma reorganização completa do exército indiano em 1858 no novo Raj britânico.

### Serviço civil

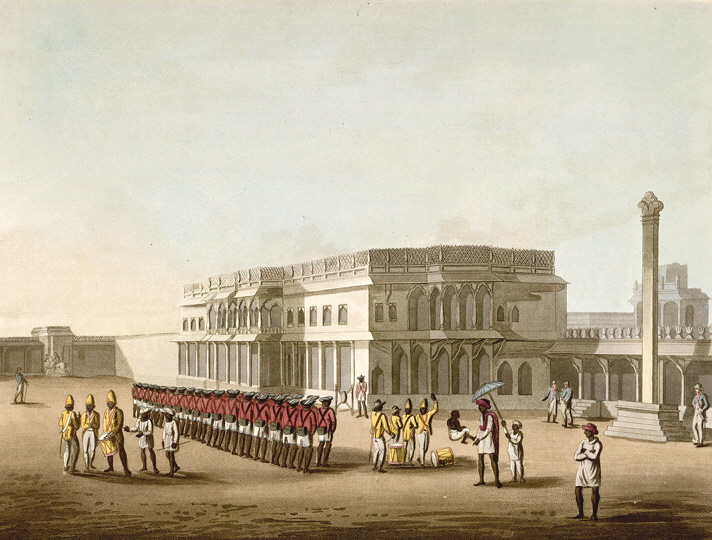
Cipaios da Companhia das Índias Orientais (soldados de infantaria indianos) em casacos vermelhos do lado de fora do antigo palácio de verão do sultão Tipu em Bangalore, 1804

As reformas iniciadas depois de 1784 foram concebidas para criar um serviço público de elite onde jovens britânicos muito talentosos passariam toda a sua carreira. A formação avançada foi promovida especialmente no East India Company College (até 1853).  Haileybury enfatizou a religião e a moralidade anglicanas e treinou alunos nas línguas clássicas indianas. Muitos estudantes mantiveram convicções Whiggish, evangélicas e utilitaristas de seu dever de representar sua nação e modernizar a Índia. No máximo, havia cerca de 600 desses homens que administravam os serviços alfandegários, os impostos, o sistema judiciário e a administração geral do Raj.   A política original da companhia era de "Orientalismo", ou seja, ajustar-se ao modo de vida e aos costumes do povo indiano e não tentar reformá-los. Isso mudou depois de 1813, à medida que as forças da reforma no país de origem, especialmente a religião evangélica, a perspectiva política whiggista e a filosofia utilitarista trabalharam em conjunto para tornar a companhia num agente de anglicização e modernização. Os missionários cristãos tornaram-se ativos, mas fizeram poucas conversões. O Raj decidiu proibir o sati (queima de viúvas) e o Tugue (banditismo ritual) e melhorar o status das mulheres. Seriam estabelecidas escolas nas quais ensinariam a língua inglesa. As décadas de 1830 e 1840, no entanto, não foram tempos de prosperidade: depois dos pesados gastos militares, a companhia tinha pouco dinheiro para se envolver em projetos de obras públicas de grande escala ou programas de modernização. 

## Comércio
Depois de obter o direito de cobrar receitas em Bengala em 1765, a Companhia deixou de importar ouro e prata, que até então usava para pagar mercadorias enviadas de volta à Grã-Bretanha. 
| Anos           | Ouro (£)   | Média por ano |
| -------------- | ---------- | ------------- |
| 1708/9-1733/4  | 12.189.147 | 420.315       |
| 1734/5-1759/60 | 15.239.115 | 586.119       |
| 1760/1-1765/6  | 842.381    | 140.396       |
| 1766/7-1771/2  | 968.289    | 161.381       |
| 1772/3-1775/6  | 72.911     | 18.227        |
| 1776/7-1784/5  | 156.106    | 17.345        |
| 1785/6-1792/3  | 4.476.207  | 559.525       |
| 1793/4-1809/10 | 8.988.165  | 528.715       |

Além disso, como sob o domínio do Império Mughal, as receitas de terras arrecadadas na Presidência de Bengala ajudaram a financiar as guerras da companhia em outras partes da Índia.  Consequentemente, no período 1760-1800, a oferta monetária de Bengala diminuiu muito; além disso, o encerramento de algumas casas da moeda locais e a supervisão rigorosa das restantes, a fixação das taxas de câmbio e a normalização da cunhagem, paradoxalmente, contribuíram para a recessão econômica.  Durante o período de 1780 a 1860, a Índia deixou de ser um exportador de produtos processados, pelos quais recebia pagamento em barras de ouro, para ser um exportador de matérias-primas e um comprador de produtos manufaturados.  Mais especificamente, na década de 1750, principalmente algodão e seda finos eram exportados da Índia para mercados na Europa, Ásia e África; no segundo quartel do século XIX, as matérias-primas, que consistiam principalmente em algodão cru, ópio e índigo, representavam a maior parte das exportações da Índia.  Além disso, a partir do final do século XVIII, a indústria algodoeira britânica começou a fazer lobby junto ao governo para tributar as importações indianas e permitir-lhes acesso aos mercados na Índia.  A partir da década de 1830, os têxteis britânicos começaram a aparecer - e logo a inundar - os mercados indianos, com o valor das importações têxteis crescendo de £ 5,2 milhões em 1850 para £ 18,4 milhões em 1896.  A Guerra Civil Americana também teria um grande impacto na economia algodoeira da Índia: com a eclosão da guerra, o algodão americano não estava mais disponível para os fabricantes britânicos; consequentemente, a procura de algodão indiano disparou e os preços rapidamente quadruplicaram.  Isto levou muitos agricultores na Índia a passarem a cultivar algodão como uma cultura de rendimento rápido; contudo, com o fim da guerra em 1865, a procura caiu novamente, criando outra recessão na economia agrícola. 

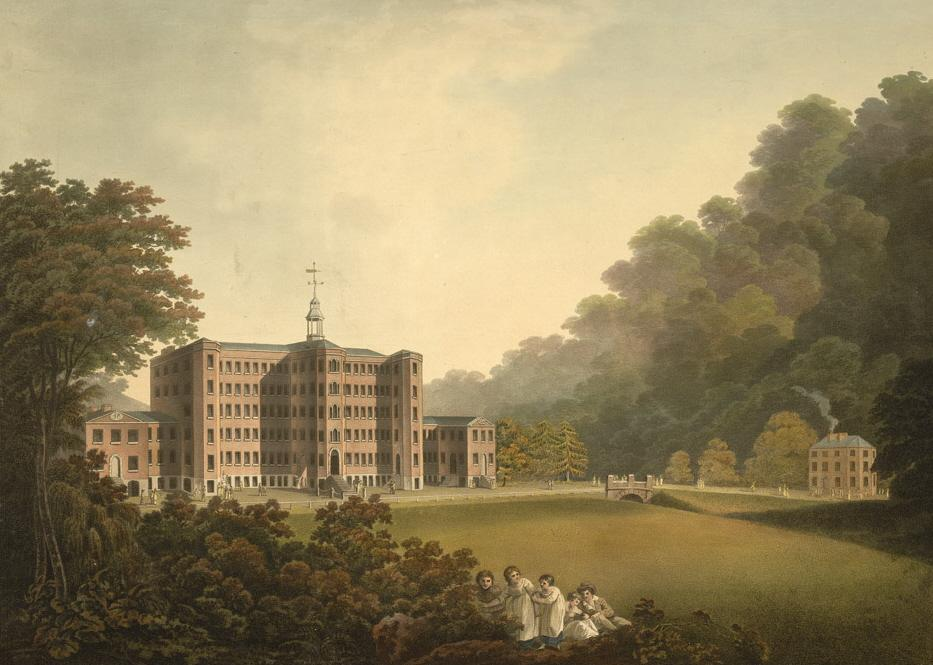
"Mellor Mill" em Marple, Grande Manchester, Inglaterra, foi construído em 1790-1793 para a fabricação de tecidos de musselina.

Nesta altura, o comércio da Companhia das Índias Orientais com a China também começou a crescer. No início do século XIX, a procura de chá chinês aumentou muito na Grã-Bretanha; como a oferta monetária na Índia era restrita e a companhia estava indisposta a enviar metais preciosos da Grã-Bretanha, decidiu-se pelo ópio, que tinha um grande mercado clandestino na China Qing e que era cultivado em muitas partes da Índia, como a forma de pagamento mais lucrativa. .  No entanto, uma vez que as autoridades chinesas tinham proibido a importação e o consumo de ópio, a Companhia envolveu-os na Primeira Guerra do Ópio, e na sua conclusão, ao abrigo do Tratado de Nanjing, obteve acesso a cinco portos chineses, Guangzhou, Xiamen, Fuzhou, Xangai. e Ningbo; além disso, Hong Kong foi cedido à Coroa Britânica.  No final do segundo quartel do século XIX, a exportação de ópio representava 40% das exportações da Índia. 
Outro importante item de exportação, embora errático, foi o corante índigo, extraído do índigo natural e que passou a ser cultivado em Bengala e no norte de Bihar.  Em 1788, a Companhia das Índias Orientais ofereceu adiantamentos a dez plantadores britânicos para cultivarem índigo; no entanto, uma vez que os novos direitos de propriedade (fundiários) definidos no Acordo Permanente não lhes permitiam, como europeus, comprar terras agrícolas, eles tiveram que, por sua vez, oferecer adiantamentos em dinheiro aos camponeses locais, e por vezes coagi-los, a cultivar a colheita.  Na Europa do início do século 19, as roupas azuis eram preferidas como moda e os uniformes azuis eram comuns nas forças armadas; conseqüentemente, a demanda pelo corante era alta.  A procura europeia pelo corante, no entanto, revelou-se instável, e tanto os credores como os agricultores correram o risco das quebras do mercado em 1827 e 1847.  O descontentamento dos camponeses em Bengala acabou levando à rebelião do índigo em 1859-60 e ao fim da produção de índigo ali.   Em Bihar, no entanto, a produção de índigo continuou até o século XX; um centro de produção de índigo ali, no distrito de Champaran, tornou-se um dos primeiros campos de testes, em 1917, para a estratégia de resistência não violenta de Mohandas Karamchand Gandhi contra o Raj britânico. 

## Educação
A educação dos indianos tornou-se um tema de interesse entre os funcionários da Companhia das Índias Orientais desde o início do governo da companhia em Bengala.  Nas duas últimas décadas do século XVIII e na primeira década do século XIX, os dirigentes da Companhia prosseguiram uma política de conciliação com a cultura nativa do seu novo domínio, especialmente no que diz respeito à política educacional.  Durante o século 19, havia rumores de que as taxas de alfabetização indianas eram menos da metade dos níveis pós-independência, que eram de 18,33% em 1951. A política foi seguida com três objetivos: "patrocinar os indianos em sua própria cultura, promover o conhecimento da Índia e empregar esse conhecimento no governo". 
O primeiro objetivo foi apoiado por alguns administradores, como Warren Hastings, que via a companhia como a sucessora de um grande Império e via o apoio ao aprendizado vernáculo como adequado a esse papel. Em 1781, Hastings fundou a Madrasa 'Aliya, uma instituição em Calcutá para o estudo das línguas árabe e persa e da lei islâmica. Algumas décadas depois, uma perspectiva semelhante apareceu entre a população governada, que foi expressa pelo conservador reformador bengali Radhakanta Deb como o "dever dos governantes dos países de preservar os costumes e as religiões dos seus súditos". 
O segundo objectivo foi motivado pelas preocupações de alguns funcionários da companhia em serem vistos como governantes estrangeiros. Eles argumentaram que a companhia  deveria tentar conquistar os seus súditos, superando os governantes anteriores da região no apoio à aprendizagem indígena. Guiado por esta crença, o Benares Sanskrit College foi fundado em Varanasi em 1791 durante a administração de Lord Cornwallis. A promoção do conhecimento da Ásia também atraiu estudiosos para o serviço da companhia. Anteriormente, em 1784, a Asiatick Society foi fundada em Calcutá por William Jones, um juiz puisne na recém-criada Suprema Corte de Bengala. Em breve, Jones avançaria com a sua famosa tese sobre a origem comum das línguas indo-europeias. 
O terceiro objetivo relacionado surgiu da filosofia então corrente entre alguns funcionários da companhia de que eles próprios se tornariam melhores administradores se fossem mais versados nas línguas e culturas da Índia. Isso levou em 1800 à fundação do College of Fort William, em Calcutá, por Lord Wellesley, o então Governador-Geral. Mais tarde, o colégio desempenharia um papel importante tanto no desenvolvimento das línguas indianas modernas quanto na Renascença de Bengala. Os defensores desses objetivos relacionados foram denominados “orientalistas”. O grupo Orientalista foi liderado por Horace Hayman Wilson. Muitos dirigentes importantes da companhia, como Thomas Munro e Montstuart Elphinstone, foram influenciados pelo ethos orientalista e sentiram que o governo da companhia na Índia deveria responder às expectativas indianas. O ethos orientalista prevaleceria na política educacional até a década de 1820 e se refletiu na fundação do Poona Sanskrit College em Pune em 1821 e do Calcutta Sanskrit College em 1824. 
Os orientalistas, no entanto, logo foram combatidos pelos defensores de uma abordagem que foi denominada anglicista. Os anglicistas apoiavam o ensino da língua inglesa para transmitir aos indianos o que consideravam conhecimento ocidental moderno. Destacam-se entre eles os evangélicos que, depois de 1813 - quando os territórios da companhia foram abertos aos missionários cristãos - estavam interessados em difundir a crença cristã; eles também acreditavam no uso da teologia para promover a reforma social liberal, como a abolição da escravatura. Entre eles estava Charles Grant, presidente da Companhia das Índias Orientais. Grant apoiou a educação patrocinada pelo Estado na Índia 20 anos antes de um sistema semelhante ser estabelecido na Grã-Bretanha. Entre os amigos evangélicos próximos de Grant estavam William Wilberforce, um proeminente abolicionista e membro do Parlamento Britânico, e Sir John Shore, Governador-Geral da Índia de 1793 a 1797. Durante este período, muitos missionários presbiterianos escoceses também apoiaram os governantes britânicos em seus esforços para difundir a educação inglesa e estabeleceram muitas faculdades de renome como Scottish Church College (1830), Wilson College (1832), Madras Christian College (1837) e Elphinstone College (1856). 
No entanto, os anglicistas também incluíam utilitaristas, liderados por James Mill, que começaram a desempenhar um papel importante na definição da política da Companhia. Os utilitaristas acreditavam no valor moral de uma educação que ajudasse o bem da sociedade e promovesse a instrução em conhecimentos úteis . Essa instrução útil aos indianos teve a consequência adicional de torná-los mais adequados à crescente burocracia da companhia. No início da década de 1830, os anglicistas tinham vantagem na elaboração de políticas educacionais na Índia. Muitas ideias utilitaristas foram empregadas no Minuto sobre Educação Indiana de Thomas Babbington Macaulay de 1835. A Minuta, que mais tarde despertou grande controvérsia, influenciaria a política educacional na Índia até o século seguinte. 
Como o inglês era cada vez mais utilizado como língua de instrução, o persa foi abolido como língua oficial da administração e dos tribunais da companhia em 1837. No entanto, a educação bilíngue também estava se mostrando popular, e algumas instituições, como o Poona Sanskrit College, começaram a ensinar sânscrito e inglês. O filho de Charles Grant, Sir Robert Grant, que em 1834 foi nomeado Governador da Presidência de Bombaim, desempenhou um papel influente no planejamento da primeira faculdade de medicina em Bombaim, que após sua morte inesperada foi chamada de Grant Medical College quando foi fundada em 1845. . Durante 1852-1853, alguns cidadãos de Bombaim enviaram petições ao Parlamento Britânico em apoio ao estabelecimento e ao financiamento adequado do ensino universitário na Índia. As petições resultaram no Despacho Educacional de 1854 enviado por Sir Charles Wood, o Presidente do Conselho de Controle da Companhia das Índias Orientais, o principal funcionário dos assuntos indianos no governo britânico, a Lord Dalhousie, o então Governador-Geral da Índia. . O despacho delineou um amplo plano de educação patrocinada pelo Estado para a Índia, que incluía: 
1. Estabelecer um Departamento de Instrução Pública em cada presidência ou província da Índia Britânica.
2. Estabelecer universidades inspiradas na Universidade de Londres (principalmente como instituições de exame para estudantes que estudam em faculdades afiliadas) em cada uma das cidades da Presidência (ou seja, Madras, Bombaim e Calcutá)
3. Estabelecer escolas de formação de professores para todos os níveis de instrução
4. Manter as faculdades e escolas secundárias governamentais existentes e aumentar o seu número quando necessário.
5. Aumentando enormemente as escolas vernáculas para o ensino primário nas aldeias.
6. Introduzir um sistema de subsídios para escolas privadas.

O Departamento de Instrução Pública já existia em 1855. Em janeiro de 1857, a Universidade de Calcutá foi fundada, seguida pela Universidade de Bombaim em junho de 1857, e pela Universidade de Madras em setembro de 1857. A Universidade de Bombaim, por exemplo, consistia em três instituições afiliadas: a Elphinstone Institution, a Grant Medical College e a Poona Sanskrit College. A administração da companhia também fundou escolas secundárias em massa nas diferentes províncias e presidências, e a política continuou durante o governo da Coroa, que começou em 1858. Em 1861, 230 mil estudantes frequentavam instituições de ensino públicas nas quatro províncias (as três Presidências e as Províncias do Noroeste), dos quais 200 mil frequentavam escolas primárias.  Mais de 5.000 escolas primárias e 142 escolas secundárias foram estabelecidas nestas províncias.  Anteriormente, durante a rebelião indiana de 1857, alguns líderes civis, como Khan Bhadur Khan de Bareilly, enfatizaram a ameaça representada às religiões da população pelos novos programas educacionais iniciados pela companhia; no entanto, as estatísticas históricas mostraram que este não era geralmente o caso. Por exemplo, no distrito de Etawah, nas então províncias do Noroeste (atual Uttar Pradesh), onde durante o período de 1855 a 1857, quase 200 escolas primárias, médias e secundárias foram abertas pela companhia e impostos cobrados sobre entre a população, prevaleceu uma relativa calma e as escolas permaneceram abertas durante a rebelião. 

## Reforma social
Na primeira metade do século XIX, os britânicos legislaram reformas contra o que consideravam práticas indianas iníquas. Na maioria dos casos, a legislação por si só não foi capaz de mudar suficientemente a sociedade indiana para que esta absorvesse tanto o ideal como a ética subjacente à reforma. Por exemplo, a sociedade hindu de casta superior nas regiões de língua indo-ariana da Índia há muito que encarava com desconfiança o novo casamento das viúvas, a fim de proteger tanto o que considerava ser a honra da família como a propriedade da família. Esperava-se que mesmo as viúvas adolescentes vivessem uma vida de austeridade e negação.    A Lei de Novo Casamento das Viúvas Hindus, de 1856, promulgada nos últimos anos do governo da Companhia, fornecia salvaguardas legais contra a perda de certas formas de herança para uma viúva hindu que se casava novamente, embora não da herança devida a ela por seu falecido marido. No entanto, muito poucas viúvas casaram-se novamente. Alguns reformadores indianos, como Raja Ram Mohan Roy, Ishwar Chandra Vidyasagar, até ofereceram dinheiro a homens que tomassem viúvas como noivas, mas estes homens frequentemente abandonavam as suas novas esposas.

## Correios e telégrafos

### Serviços postais

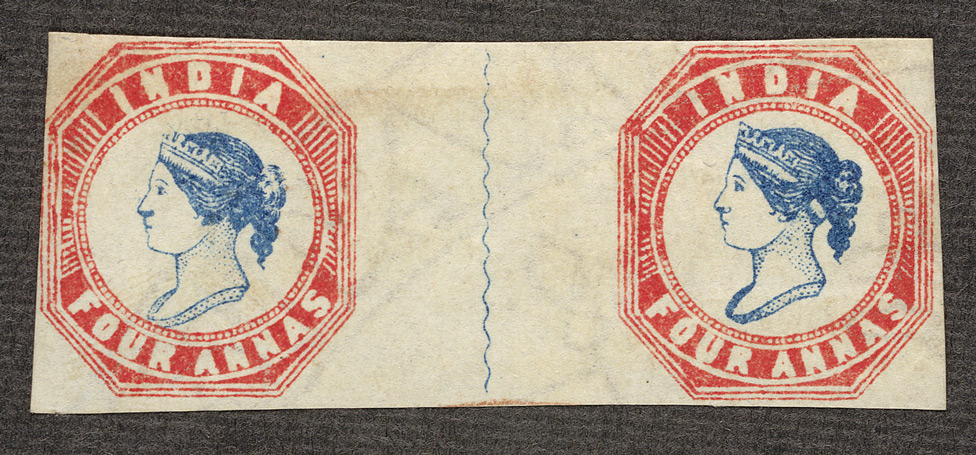
Dois selos de quatro annas emitidos em 1854. Os selos foram emitidos pela primeira vez para toda a Índia britânica em 1854.

Antes de 1837, os domínios da Companhia das Índias Orientais na Índia não tinham serviço postal público universal, que fosse compartilhado por todas as regiões. Embora existissem serviços de correio, conectando as cidades mais importantes com suas respectivas sedes do governo provincial (ou seja, as cidades da Presidência de Fort William (Calcutá), Fort St. George (Madras) e Bombaim), os particulares eram, mediante pagamento, apenas permitiu moderadamente seu uso. Essa situação mudou em 1837, quando, pela Lei XVII daquele ano, foi criado no território da companhia  na Índia um posto público, gerido pelo Governo da companhia. Os correios foram estabelecidos nas principais cidades e nomeados postmasters. Os postmasters das cidades da Presidência supervisionavam algumas estações de correio provinciais, além de serem responsáveis pelos principais serviços postais entre as províncias. Em contraste, os cobradores distritais (originalmente, cobradores de impostos sobre a terra) dirigiam os correios distritais, incluindo os seus serviços postais locais. Os serviços postais exigiam o pagamento em dinheiro, a ser feito antecipadamente, variando o valor cobrado normalmente com o peso e a distância. Por exemplo, a tarifa para enviar uma carta de Calcutá para Bombaim era de uma rúpia; entretanto, o valor de Calcutá a Agra era de 12 annas (ou três quartos de rúpia) para cada tola (três oitavos de onça).  
Depois que as recomendações da comissão nomeada em 1850 para avaliar o sistema postal indiano foram recebidas, a Lei XVII de 1837 foi substituída pela Lei Postal Indiana de 1854. Nos termos das suas disposições, todo o serviço postal era chefiado por um Director-Geral, sendo as funções de Postmaster-General separadas das de Postmaster da Presidência; o primeiro administrava o sistema postal das províncias maiores (como a Presidência de Bombaim ou as Províncias do Noroeste), enquanto o segundo atendia às Províncias menos importantes (como Ajmer-Merwara e as principais Agências Políticas como Rajputana). Nesta altura foram introduzidos os selos postais e as taxas postais fixadas por peso, deixando de depender também da distância percorrida na entrega. A taxa de correspondência mais baixa para o interior foi de meio anna para1⁄4 tola, seguido de um anna para1⁄2 tola e 2 anás por tola, uma grande redução em relação às taxas de 17 anos antes. Os Correios Indianos entregavam cartas, jornais, cartões postais, pacotes de livros e pacotes. Essas entregas cresceram constantemente em número; em 1861 (três anos após o fim do governo da Companhia), um total de 889 agências de correio foram abertas e quase 43 milhões de cartas e mais de quatro milhões e meio de jornais eram entregues anualmente. 

### Telegrafia
Antes do advento da telegrafia elétrica, a palavra "telégrafo" era usada para sinalização semáfora. Durante o período de 1820 a 1830, o governo da Companhia das Índias Orientais na Índia considerou seriamente a construção de torres de sinalização (torres "telegráficas"), cada uma com trinta metros de altura e separadas das próximas por 13 quilômetros, ao longo de toda a distância de Calcutá a Bombaim. Embora tais torres tenham sido construídas em Bengala e Bihar, a rede de semáforos em toda a Índia nunca decolou. Em meados do século, a telegrafia elétrica tornou-se viável e a sinalização manual tornou-se obsoleta.
William Brooke O’Shaughnessy, professor de química no Calcutta Medical College, recebeu permissão em 1851 para realizar um teste para um serviço telegráfico de Calcutá a Diamond Harbor, ao longo do rio Hooghly. Quatro escritórios telegráficos, principalmente para negócios relacionados ao transporte marítimo, também foram abertos ao longo do rio naquele ano. O receptor telegráfico usado no teste foi um galvanoscópio projetado por O'Shaughnessy e fabricado na Índia. Quando a experiência foi considerada um sucesso, um ano depois, o Governador-Geral da Índia, Lord Dalhousie, pediu permissão ao Tribunal de Administração da companhia para a construção de linhas telegráficas de "Calcutá a Agra, Agra a Bombaim, Agra para Peshawar, e Bombaim para Madras, estendendo-se por mais de 3.050 milhas e incluindo quarenta e um escritórios". A permissão foi logo concedida; em fevereiro de 1855, todas as linhas telegráficas propostas haviam sido construídas e estavam sendo usadas para enviar mensagens pagas. O instrumento de O'Shaughnessy foi usado em toda a Índia até o início de 1857, quando foi suplantado pelo instrumento Morse. Em 1857, a rede telegráfica havia se expandido para 4.555 milhas de linhas e sessenta e dois escritórios, e chegava até a estação montanhosa de Ootacamund, nas colinas Nilgiri, e o porto de Calicut, na costa sudoeste da Índia. Durante a rebelião indiana de 1857, mais de setecentas milhas de linhas telegráficas foram destruídas pelas forças rebeldes, principalmente nas províncias do Noroeste. A Companhia das Índias Orientais, no entanto, conseguiu usar as linhas intactas restantes para alertar muitos postos avançados sobre distúrbios iminentes. O valor político da nova tecnologia foi, assim, transmitido à companhia e, no ano seguinte, não só as linhas destruídas foram reconstruídas, como a rede foi expandida ainda mais em 3.200 quilómetros. 
A primeira Lei Telegráfica para a Índia foi a Lei XXXIV do Parlamento de 1854. Quando o serviço público de telegramas foi criado em 1855, a tarifa era fixada em uma rúpia para cada dezesseis palavras (incluindo o endereço) para cada 640 quilômetros de transmissão. As cobranças foram duplicadas para telegramas enviados entre 18h e 6h. Essas taxas permaneceriam fixas até 1882. No ano de 1860-61, dois anos após o fim do governo da Companhia, a Índia tinha 11.093 milhas de linhas telegráficas e 145 agências telegráficas. Naquele ano, telegramas totalizando Rs. 500.000 em valor foram enviados pelo público, as despesas de trabalho do Departamento Telegráfico Indiano foram de Rs. 1.4 milhões, e as despesas de capital até o final do ano totalizaram Rs. 6,5 milhões.

## Ferrovias
O primeiro serviço ferroviário interurbano na Inglaterra, a Stockton and Darlington Railway, foi estabelecido em 1825;  na década seguinte, outras ferrovias intermunicipais foram rapidamente construídas entre cidades da Inglaterra. Em 1845, o Tribunal de Administração da Companhia das Índias Orientais, encaminhou ao Governador-Geral da Índia, Lord Dalhousie, uma série de pedidos que tinham recebido de empreiteiros privados em Inglaterra para a construção de uma ampla rede ferroviária na Índia, e solicitou um relatório de viabilidade. Acrescentaram que, na sua opinião, o empreendimento só seria rentável se pudessem ser angariadas grandes somas de dinheiro para a construção. O Tribunal temia que, além das dificuldades habituais encontradas na construção deste novo meio de transporte, a Índia pudesse apresentar alguns problemas únicos, entre os quais contavam inundações, tempestades tropicais em áreas costeiras, danos causados por "insetos e luxuriante vegetação tropical" e a dificuldade de encontrar técnicos qualificados a um custo razoável. Foi sugerido, portanto, que três linhas experimentais fossem construídas e seu desempenho avaliado. 

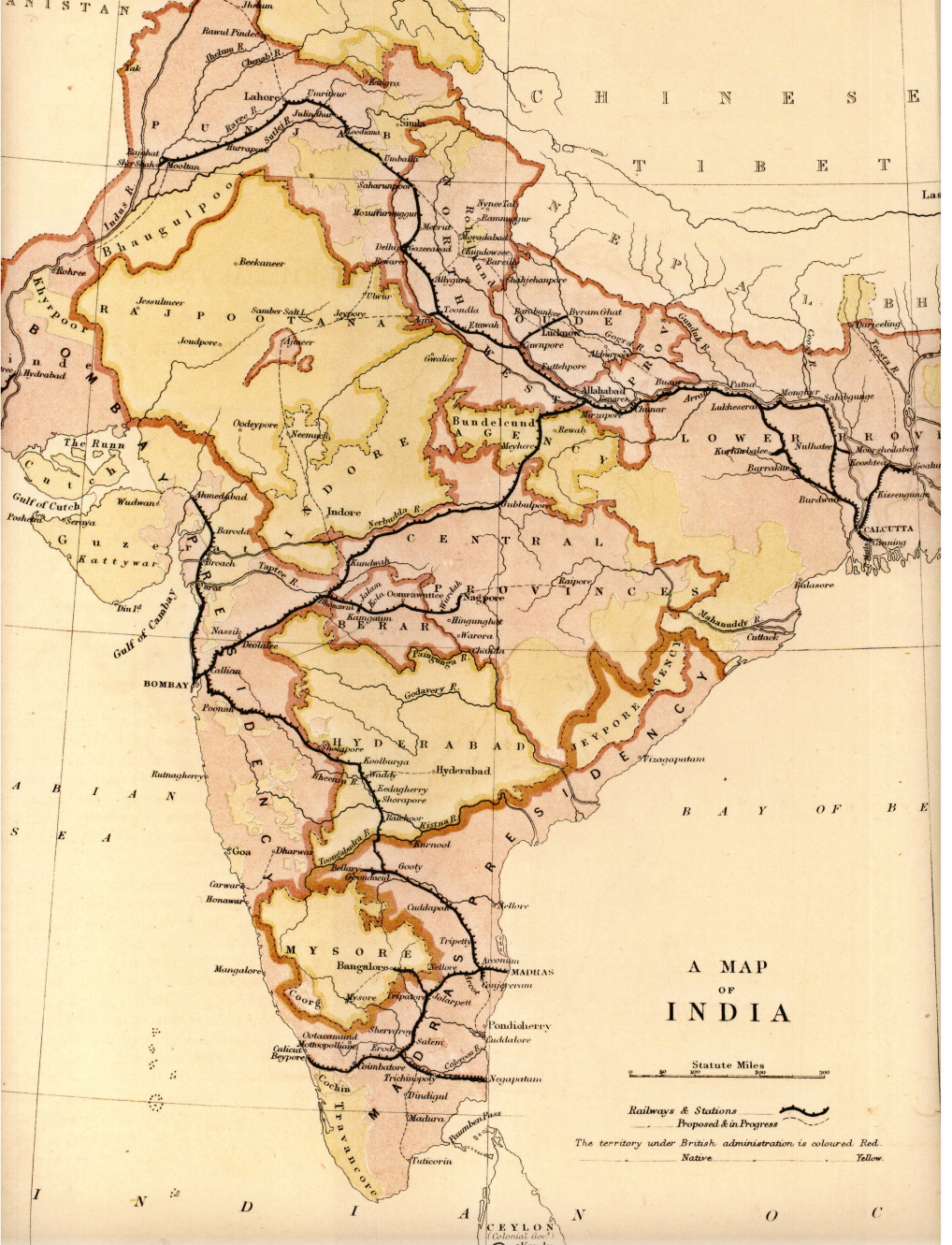
Mapa das linhas ferroviárias concluídas e planejadas na Índia em 1871, treze anos após o fim do domínio da Companhia.

Os contratos foram concedidos em 1849 à East Indian Railway Company para construir uma ferrovia de 190 quilômetros de Howrah-Calcutá a Raniganj; à Great Indian Peninsular Railway Company para um serviço de Bombaim a Kalyan, a trinta milhas de distância; e à Madras Railway Company para uma linha da cidade de Madras a Arkonam, uma distância de cerca de trinta e nove milhas. Embora a construção tenha começado primeiro, em 1849, na linha East Indian Railways, com um desembolso de £ 1 milhão, foi o primeiro trecho da linha Bombay-Kalyan - um trecho de 34 quilômetros de Bombaim a Thane - que, em 1853, foi o primeiro a ser concluído.
A viabilidade de uma rede ferroviária na Índia foi amplamente discutida por Lord Dalhousie em sua Minuta Ferroviária de 1853 . O Governador-Geral defendeu vigorosamente a introdução rápida e generalizada dos caminhos-de-ferro na Índia, apontando para as suas vantagens políticas, sociais e económicas. Recomendou que fosse construída primeiro uma rede de linhas troncais ligando as regiões do interior de cada presidência ao seu porto principal, bem como cada presidência a vários outros. Suas linhas troncais recomendadas incluíam as seguintes: (i) de Calcutá, na Presidência de Bengala, na costa leste, até Lahore, na região noroeste do Punjab, anexada apenas três anos antes; (ii) de Agra, no centro-norte da Índia (nas que ainda eram chamadas de Províncias do Noroeste) até a cidade de Bombaim, na costa ocidental; (iii) de Bombaim à cidade de Madras, na costa sudeste; e (iv) de Madras até à costa sudoeste do Malabar (ver mapa acima). A proposta foi logo aceita pelo Tribunal de Administração.
Durante esse período, o trabalho também prosseguiu nas linhas experimentais. O primeiro trecho da linha ferroviária da Índia Oriental, uma ferrovia de bitola larga, de Howrah a Pandua, foi inaugurado em 1854, e toda a linha até Raniganj se tornaria funcional na época da rebelião indiana de 1857. A Grande Ferrovia Peninsular Indiana foi autorizada a estender sua linha experimental até Poona. 
Cada uma das três empresas (e mais tarde cinco outras que receberam contratos em 1859) era uma sociedade anônima domiciliada na Inglaterra com seu capital financeiro levantado em libras esterlinas. A cada empresa foi garantido um retorno de 5% sobre o seu investimento de capital e, além disso, uma participação em metade dos lucros. Embora o Governo da Índia não tivesse tido nenhuma despesa de capital além do fornecimento gratuito do terreno subjacente, tinha o ónus de continuar a fornecer o retorno de 5 por cento em caso de perda líquida, e em breve toda a expectativa de lucros cairia em à medida que as despesas aumentavam.
A tecnologia de construção ferroviária ainda era nova e não havia experiência em engenharia ferroviária na Índia; conseqüentemente, todos os engenheiros tiveram de ser trazidos da Inglaterra. Esses engenheiros não estavam familiarizados não apenas com a língua e a cultura da Índia, mas também com o aspecto físico da própria terra e seus concomitantes requisitos de engenharia. Além disso, nunca antes um projecto de construção tão grande e complexo tinha sido realizado na Índia, e nenhum grupo de mão-de-obra semiqualificada já estava organizado para ajudar os engenheiros. O trabalho, portanto, prosseguiu aos trancos e barrancos - muitos testes práticos seguidos de uma construção final que foi empreendida com grande cautela e cuidado - produzindo um resultado que mais tarde foi criticado como sendo "construído com um padrão que excedeu em muito as necessidades". para o tempo". Além disso, os administradores do Governo da Índia compensaram, na sua atenção aos pequenos detalhes das despesas e da gestão, o que lhes faltava em experiência profissional. Os atrasos resultantes logo levaram à nomeação de um Comitê da Câmara dos Comuns em 1857-58 para investigar o assunto. Contudo, quando o Comité concluiu que todas as partes precisavam de honrar o espírito e não a letra dos contratos, o domínio da companhia na Índia tinha terminado.
Embora a construção ferroviária mal tivesse começado nos últimos anos desta regra, as suas bases tinham sido lançadas e continuaria em ritmo acelerado durante grande parte do meio século seguinte. Na virada do século XX, a Índia teria mais de 28.000 milhas de ferrovias conectando a maioria das regiões do interior aos portos de Carachi, Bombaim, Madras, Calcutá, Chittagong e Rangum, e juntas constituiriam a quarta maior rede ferroviária do mundo. 

## Canais
As primeiras obras de irrigação realizadas durante o governo da Companhia das Índias Orientais foram iniciadas em 1817. Consistindo principalmente em extensões ou reforços de obras indianas anteriores, estes projectos limitaram-se às planícies a norte de Deli e aos deltas dos rios da Presidência de Madras.  Uma pequena barragem no delta do rio Kaveri, construída cerca de 1.500 anos antes, e conhecida como Grand Anicut, foi uma dessas obras indígenas no sul da Índia. Em 1835-36, Sir Arthur Cotton reforçou a barragem com sucesso, e seu sucesso levou a mais projetos de irrigação no rio. Um pouco mais ao norte, no rio Tungabhadra, o governante Vijayanagara do século XVI, Krishna Deva Raya, havia construído vários açudes; estes também seriam estendidos sob a administração britânica. 
Nas planícies acima de Deli, o sultão de Deli de meados do século XIV, Firoz Shah Tughlaq, construiu o Canal Jamna Ocidental, com 240 quilómetros de comprimento. Partindo da margem direita do rio Jamna no início de seu curso, o canal irrigou os territórios do sultão na região de Hissar, no leste de Punjab. Em meados do século XVI, porém, os sedimentos finos transportados pelo rio Himalaia obstruíram gradualmente o canal. Desassoreado e reaberto várias décadas depois por Akbar, o Grande, o Canal Ocidental de Jamna foi explorado pelo neto de Akbar, Xá Jeã, e parte de sua água foi desviada para Delhi. Durante este tempo, outro canal foi cortado no rio. O Canal Jamna Oriental ou Canal Doab, de 129 milhas, que decolava da margem esquerda do Jamna, também alto em seu curso, apresentava uma dificuldade qualitativamente diferente. Como foi cortado em terrenos com declives acentuados, seu fluxo tornou-se difícil de controlar e nunca funcionou de forma eficiente. Com o declínio do poder do Império Mughal no século 18, ambos os canais ficaram em mau estado e foram fechados. O Canal Western Jamna foi reparado por engenheiros do Exército Britânico e reaberto em 1820. O Canal Doab foi reaberto em 1830; a sua considerável renovação envolveu a elevação do aterro a uma altura média de 9 pés por cerca de 40 milhas. 
Mais a oeste, na região de Punjab, o Canal Hasli, com 210 quilômetros de extensão, havia sido construído por governantes anteriores.  Partindo do rio Ravi e fornecendo água às cidades de Lahore e Amritsar, este canal da margem esquerda foi ampliado pelos britânicos nas obras do Canal Bari Doab durante 1850–1857. Além disso, a região de Punjab tinha irrigação muito rudimentar por "canais de inundação". Consistindo em cortes abertos nas margens de um rio e sem qualquer regulamentação, os canais de inundação foram utilizados tanto no Punjab como no Sindh durante muitos séculos. As administrações enérgicas dos governadores Sikh e Pathan de Mughal West Punjab garantiram que muitos desses canais em Multan, Dera Ghazi Khan e Muzaffargarh ainda funcionassem de forma eficiente na época da anexação britânica do Punjab em 1849-1856 (período de mandato do Governador-Geral do Marquês de Dalhousie).
A primeira nova obra britânica - sem antecedentes indianos - foi o Canal Ganges construído entre 1842 e 1854.  Contemplado pela primeira vez pelo coronel John Russell Colvin em 1836, a princípio não despertou muito entusiasmo de seu eventual arquiteto, Sir Proby Thomas Cautley, que recusou a ideia de abrir um canal através de extensas terras baixas para chegar ao destino mais seco das terras altas. No entanto, após a fome de Agra de 1837-38, durante a qual a administração da Companhia das Índias Orientais gastou Rs. 2.300.000 para o alívio da fome, a ideia de um canal tornou-se mais atraente para o Tribunal de Administração da empresa, preocupado com o orçamento. Em 1839, o Governador-Geral da Índia, Lord Auckland, com o consentimento do Tribunal, concedeu fundos a Cautley para um levantamento completo da faixa de terra que sustentava e margeava o curso projetado do canal. Além disso, o Tribunal de Administração alargou consideravelmente o âmbito do canal projetado, que, devido à gravidade e extensão geográfica da fome, passou a considerar toda a região de Doab. 
O entusiasmo, no entanto, durou pouco. O sucessor de Auckland como Governador-Geral, Lord Ellenborough, parecia menos receptivo a obras públicas de grande escala e, durante seu mandato, reteve fundos importantes para o projeto.  Somente em 1844, quando um novo governador-geral, Lord Hardinge, foi nomeado, o entusiasmo oficial e os fundos retornaram ao projeto do canal do Ganges. Embora o impasse intermediário tenha aparentemente afetado a saúde de Cautely e exigido que ele retornasse à Grã-Bretanha em 1845 para recuperação, sua estada na Europa deu-lhe a oportunidade de estudar obras hidráulicas contemporâneas na Grã-Bretanha e na Itália. Na época de seu retorno à Índia, homens ainda mais solidários estavam no comando, tanto nas províncias do Noroeste, com James Thomason como vice-governador, quanto na Índia britânica, com Lord Dalhousie como governador-geral.  A construção do canal, sob a supervisão de Cautley, estava a todo vapor. Um canal de 350 milhas de comprimento, com outros 300 milhas de ramais, eventualmente se estendeu entre as cabeceiras em Hardwar e - depois de se dividir em dois ramais em Nanau, perto de Aligarh - a confluência com o Ganges em Cawnpore (agora Kanpur) e com o Jumna (agora Yamuna) principal em Etawah. O Canal Ganges, que exigiu um desembolso de capital total de £ 2,15 milhões, foi inaugurado oficialmente em 1854 por Lord Dalhousie. 

De acordo com o historiador Ian Stone:
Foi o maior canal já tentado no mundo, cinco vezes maior em comprimento do que todas as principais linhas de irrigação da Lombardia e do Egito juntas, e mais longo em um terço até mesmo do que o maior canal de navegação dos EUA, o Canal da Pensilvânia.
- Aquarela (1863) intitulada "O Canal Ganges, Roorkee, Distrito de Saharanpur (U.P.)". O canal foi ideia de Sir Proby Cautley; a construção começou em 1840, e o canal foi inaugurado pelo governador-geral Lord Dalhousie em abril de 1854
- Fotografia (2008) de uma ponte da era da Companhia das Índias Orientais (1854) no Canal do Ganges perto de Roorkee, Uttar Pradesh, Índia.
- Fotografia (1860) das obras principais do Canal Ganges em Haridwar, tirada por Samuel Bourne
- Fotografia (2008) das principais obras do Canal Ganges em Haridwar, vista do lado oposto.